# Saba Purzeladse
Saba Purzeladse (georgisch საბა ფურცელაძე; englisch Saba Purtseladze; * 20. August 2001 in Tiflis) ist ein georgischer Tennisspieler.

## Karriere
Purzeladse spielte bis 2019 auf der ITF Junior Tour. Dort konnte er mit Rang 264 seine höchste Notierung in der Jugend-Rangliste erreichen. Er spielte dabei keine der höherklassigen Turniere.
Bei den Profis spielt Purzeladse ab 2019. In diesem Jahr kann er sich auch erstmals in der Tennisweltrangliste platzieren. Nachdem er 2020 keine Turniere gespielt hatte, konnte er 2021 erstmals keine Erfolge auf der drittklassigen ITF Future Tour erzielen, indem er im Doppel erstmals ein Finale erreichte, im Einzel kam er bis dato noch nicht über ein Viertelfinale hinaus. Das änderte sich im März 2022, als er sein erstes Einzel-Finale erreichte und gewann, womit er erstmals unter den Top 1000 geführt wird. Purzeladses größtes Turnier und gleichzeitig seine Premiere auf der ATP Tour war der ATP Cup 2022, bei dem er in einer Doppelpartie für sein Land zum Einsatz kam, aber deutlich gegen die argentinische Paarung verlor. Bereits ein Jahr zuvor gab der Georgier sein Debüt für die Davis-Cup-Mannschaft seines Landes. Er konnte eines von zwei Matches für sein Land gewinnen.

## Erfolge
| Legende (Anzahl der Siege)  |
| Grand Slam                  |
| ATP World Tour Finals       |
| ATP World Tour Masters 1000 |
| ATP World Tour 500          |
| ATP World Tour 250          |
| ATP Challenger Tour (1)     |

### Einzel

#### Turniersiege
| Nr. | Datum        | Turnier | Belag     | Finalgegner   | Ergebnis  |
| --- | ------------ | ------- | --------- | ------------- | --------- |
| 1.  | 24. Mai 2025 | Tiflis  | Hartplatz | Federico Cinà | 7:65, 6:4 |